# Formule de Crofton

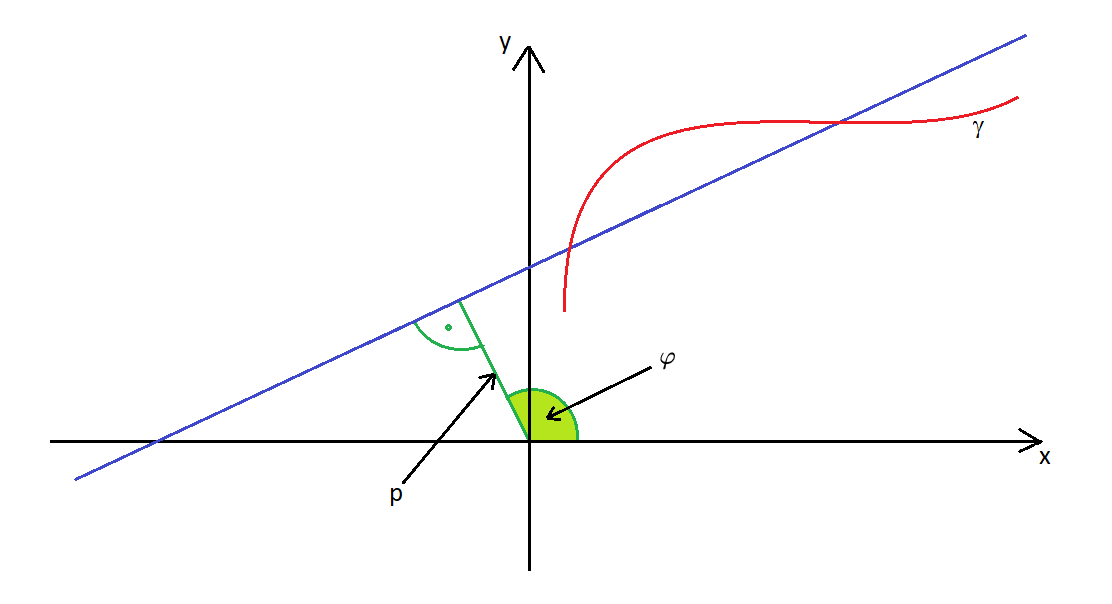
La droite de paramètres intersecte deux fois la courbe donc.

En mathématiques, la formule de Crofton, nommée d'après Morgan Crofton (de) (1826-1915), est un résultat de géométrie intégrale qui relie la longueur d'une courbe plane avec le nombre moyen de ses points d'intersections avec une droite quelconque du plan.

## Énoncé
Soit γ une courbe plane rectifiable de longueur finie. Soit une droite orientée l, et soit nγ(l) le nombre de points où γ et l s'intersectent. On peut paramétrer la droite l par sa direction φ composée d'un angle et de coordonnées par rapport à l'origine. La formule de Crofton permet d'exprimer la longueur de la courbe γ en termes d'intégrale sur l'espace de toutes les droites orientées :
La forme différentielle
est invariante par rapport aux transformations rigides ; il s'agit donc d'une mesure naturelle pour intégrer, ce qui permet de parler de nombre « moyen » d'intersection.